# Arboridia vitisuga
Arboridia vitisuga är en insektsart som först beskrevs av Dlabola 1963.  Arboridia vitisuga ingår i släktet Arboridia och familjen dvärgstritar. Inga underarter finns listade i Catalogue of Life.